# Сарамачка
Сарамачка — река в России, протекает по Кизнерскому району Удмуртской Республики и Кукморском районе Республики Татарстан. Левый приток реки Лубянка, бассейн Камы.

## География
Сарамачка начинается в овраге юго-западнее села Бемыж. Протекает через деревни Русский Сарамак, Удмуртский Сарамак и Марийский Сарамак (все в Удмуртии). Впадает слева в Лубянку выше села Лубяны. Длина реки составляет 16 км.

## Данные водного реестра
По данным государственного водного реестра России относится к Камскому бассейновому округу, водохозяйственный участок реки — Вятка от города Вятские Поляны и до устья, речной подбассейн реки — Вятка. Речной бассейн реки — Кама.
Код объекта в государственном водном реестре — 10010300612111100040530.